# Дол-Ґулдур
Дол-Ґу́лдур (англ. Dol Guldur, з синдарину — «Пагорб Чаклунства») — у леґендаріумі Дж. Р. Р. Толкіна місцевість у Середзем'ї, твердиня Саурона в південній частині Морок-лісу в Третю Епоху.

## Історія
Спершу пагорб називався А́мон-Ланк (Amon-Lanc, з синдарину — «Голий Пагорб»), оскільки на його скелястій вершині не росло жодного дерева і вона різко виділялась на тлі густих лісів Великого Зеленолісся. Ще в Епоху Дерев тут оселились лісові ельфи з племені нандорів, що не мали над собою одного правителя. У Другу Епоху до Великого Зеленолісся переселилось чимало ельфів з Доріату, серед яких була родина Орофера, що став засновником королівства лісових ельфів. На пагорбі Амон-Ланк Орофер звів свою столицю. Після загибелі Орофера у битві при Дагорладі (3434 р. Д. Е.) королем став його син Трандуїл.
У середині першого тисячоліття Третьої Епохи Трандуїл та його піддані покинули Амон-Ланк через ймовірність конфлікту з гномами Морії, заснувавши нову столицю на березі Лісової Річки у північній частині лісу.
Близько 1000 року Третьої Епохи на вершині пагорба оселився Саурон, який у той час почав повертати собі зримий образ після поразки від Останнього Союзу. Він зводить на Амон-Ланку чорний замок Дол-Ґулдур. Відтоді Велике Зеленолісся стало називатись Морок-Лісом, бо ліс (особливо його південна частина) став густим і похмурим і в ньому оселились гігантські павуки з нащадків Унґоліанти та всілякі інші потвори. Саурон не випадково обрав це місце, оскільки поруч була Ірисна Низовина, де загубився Єдиний Перстень. Слуги Темного Володаря розпочали пошуки Персня.
Дізнавшись про темну силу що укріпилась в Дол-Ґулдурі, мудрі тривалий час вважали, що там оселився один з назгулів. Близько 2060 р. з'являються перші підозри, що чорний маг Некромант з Дол-Ґулдура — це сам Саурон. У 2063 р. Ґандальф уперше прийшов у замок і його володар втік на схід. Так розпочався Пильний Мир, що тривав до 2460 р. коли Саурон знов повернувся в Дол-Гулдур. У 2845 р. Т. Е. слуги Саурона впіймали короля гномів Трайна ІІ, його було ув' язнено в підземеллі фортеці і відібрано останній з Семи Перснів гномів. У 2850 р. Ґандальф удруге прийшов до Дол-Ґулдура і впізнав у його господарі Саурона. Також він знайшов Трайна і той, помираючи, віддав магу ключ від потаємного ходу в Ереборі та карту. Наступного року на Білій Раді Ґандальф наполягав на якнайшвидшій війні, але Саруман був проти виступу і Біла Рада завершилась нічим. Лише у 2941 р. мудрі виступили проти Саурона, але той зрозумів давно їхні плани і відійшов у Мордор. Через 10 років він відіслав у Дол-Гулдур трьох назгулів на чолі з Хамулом.
Восени 3018 р. Саурон віддав йому наказ відбити Голума в ельфів Трандуїла і 20 вересня орки з Дол-Гулдура здійснили напад на сторожу, що охороняла колишнього гобіта, котрий з настанням ночі не схотів спускатись з дерева. У результаті бою Голум утік.
Узимку й навесні 3019 р. гарнізон Дол-Ґулдура неодноразово здійснював напад на Лоріен та ельфів Морок-Лісу (одну з битв Фродо спостерігав з вершини Амон-Ген у лютому). 28 березня ельфи Лоріену на чолі з Келеборном беруть в облогу замок, здобувають його штурмом і знищують орків. Ґаладріель своїми чарами руйнує фортецю. Землі довкола пагорба відходять у володіння Лоріену, а Морок-Ліс було перейменовано в Ерін-Ласґален (Erin-Lasgalen, з синдарину — «Ліс Зеленолистя»). Ельфи-галадрими ще довго жили в ньому, навіть після того як Лоріен був покинутий.

## Опис
У «Володарі Перснів» не сказано про вигляд Дол-Ґулдура. У розділі «Лотлоріен» він побіжно згадується у розмові Фродо з лісовим ельфом Галдіром:
|  | ...Земля за річкою здавалася плоскою і пустою, безформеною і розпливчастою, перш ніж вдалині вона підійнялася знову подібно муру, темна і жахлива. Сонце, що стояло над Лотлоріеном, було безсиле освітлити тінь тієї далекої вершини. «Там лежить твердиня Південного Морок-Лісу, — сказав Галдір. — Вона закута в ліс з темних смерек, де дерева борються одне проти одного і їхнє гілля гниє і сохне. У середині на кам'янистій вершині стоїть Дол-Гулдур, де Ворог, ховаючись, довго знаходив собі притулок. Ми побоюємося, що зараз він знову населений, і його сила усемерилася. Чорна хмара часто висить над ним, коли надходить ніч. З цього високого місця можна побачити дві сили, що протиборствують одна одній, і боротьба ця тривала завжди в думках, але хоча й світло проникає в саме серце пітьми, таємниця цього не відкрилася. Поки що ні» Оригінальний текст (англ.) [...Beyond the river the land appeared flat and empty, formless and vague, until far away it rose again like a wall, dark and drear. The sun that lay on Lothlorien had no power to enlighten the shadow of that distant height. "There lies the fastness of Southern Mirkwood," said Haldir. "It is clad in a forest of dark fir, where the trees strive one against another and their branches rot and wither. In the midst upon a stony height stands Dol Guldur, where long the hidden Enemy had his dwelling. We fear that now it is inhabited again, and with power sevenfold. A black cloud lies often over it of late. In this high place you may see the two powers that are opposed one to another; and ever they strive now in thought, but whereas the light perceives the very heart of the darkness, its own secret has not been discovered. Not yet." ] Помилка: [undefined] Помилка: {{Lang}}: немає тексту (допомога): текст вже має курсивний шрифт (допомога) |

У фільмах Пітера Джексона «Гобіт: Неочікувана Подорож» та «Пустка Смауга» Дол-Ґулдур показано напівзруйнованим старим замком, у руїнах якого переховувався дух Саурона.